# Jane Henson
Jane Ann Henson, geborene Nebel (* 16. Juni 1934 in St. Albans, Queens, New York City; † 2. April 2013 in Greenwich, Connecticut) war eine US-amerikanische Puppenspielerin. Mit ihrem Mann Jim Henson schuf sie die Figuren, die später durch Die Muppet Show weltbekannt wurden.

## Leben und Wirken
Jane Henson wurde als Tochter des Astrologen Adalbert Nebel (Künstlername Dal Lee) und seiner Frau Winifred Johnson Nebel im New Yorker Viertel St. Albans geboren. Dort wuchs sie mit ihren älteren Geschwistern Margareta und Brereton auf.
Während ihres Studiums der Bildenden Künste an der University of Maryland lernte sie 1954 in einer Puppenspielklasse den zwei Jahre jüngeren Jim Henson kennen. Als Jim Henson von dem Sender WRC-TV (NBC4) in Washington, D.C. das Angebot für eine eigene Puppentheatersendung bekam, bat er sie um ihre Mitarbeit als Puppenspielerin und -designerin.
Gemeinsam produzierten sie die fünfminütige Sendung Sam and Friends, welche zweimal täglich vor The Huntley-Brinkley Report und The Tonight Show mit Steve Allen ausgestrahlt wurde. Dieser Vorläufer der Muppet Show, bei der unter anderem eine Figur ähnlich Kermit der Frosch mitspielte, erlangte bald wachsende Beliebtheit bei den Fernsehzuschauern und hatte Gastauftritte in verschiedenen Varieté-Sendungen. Jane Henson kreierte zusammen mit Jim Henson neben Kermit weitere spätere Puppenklassiker wie Miss Piggy. Sie hatte wesentlichen Einfluss auf die Entwicklung der Muppet Show und wird in den Medien häufig als Mutter der Muppets bezeichnet.
1955 schloss Henson ihr Studium ab und arbeitete weiter bei WRC-TV. Sie besuchte außerdem die Katholische Universität von Amerika in Washington und führte ihr Kunststudium fort.  Im Mai 1959 heiratete sie Jim Henson im Haus ihrer Eltern in Salisbury. Ab dem darauffolgenden Jahr bekam das Paar innerhalb von fünf Jahren zwei Töchter und zwei Söhne, 1970 folgte eine weitere Tochter. Zu ihren Kindern gehört unter anderem der mehrfach ausgezeichnete Fernsehproduzent, Regisseur und Puppenspieler Brian Henson (* 1963). Während Jane Henson die Kinder großzog, arbeitete sie nicht mehr als Puppenspielerin, war aber für die Einstellung neuer Mitarbeiter verantwortlich und hatte einen Auftritt in der Sesamstraße.
Nachdem die Familie nach Greenwich in Connecticut gezogen war, arbeitete Henson als Assistentin im Kunstunterricht an der Mead School for Human Development. Sie beteiligte sich außerdem für die Jim Henson Company an der Realisierung verschiedener Projekte wie der Wanderausstellung The Art of The Muppets, The Muppet Show on Tour und Live-Bühnenshows der Sesamstraße. Sie war im Vorstand der 1982 gegründeten Jim Henson Foundation, die Stipendien an amerikanische Puppenspieler vergab. Sie arbeitete mit verschiedenen Theater- und Puppenspielorganisationen zusammen, unter anderem mit dem Eugene O’Neill Theater Cente in Waterford, wo sie The National Puppetry Conference mitbegründete und förderte.
1986 trennten sich Henson und ihr Mann, der vier Jahre später verstarb. 1992 gründete Henson The Jim Henson Legacy, um das künstlerische Erbe ihres Mannes zu verwalten und zu bewahren.
Jane Henson starb mit 78 Jahren in ihrem Haus in Connecticut nach einem längeren Krebsleiden.

## Filmografie
- 1955–1961: Sam and Friends
- 1962: Tales of the Tinkerdee
- 1965: Wilson’s Meats Meeting Film (Kurzfilm)
- 1969: Sesamstraße (Sesame Street, Fernsehserie)
- 1973: Julie on Sesame Street
- 1974: The Muppets Valentine Show
- 1975: The Muppet Show: Sex and Violence
- 1976: Die Muppet Show (The Muppet Show, Fernsehserie)